# Tina Walter
Tina Walter (* 1. Januar 1968) ist eine ehemalige deutsche Langstreckenläuferin, Duathletin und Triathletin.

## Werdegang
1996 nahm Tina Walter auf Anregung einer Freundin am Berlin-Marathon teil, wo sie nach 3:11 Stunden ins Ziel kam.
Ihr Trainer Jochen Frech, der gleichzeitig auch das Team des AST Süßen in der Triathlon-Bundesliga trainierte, motivierte sie 2000 mit Triathlon und Duathlon zu beginnen.
Von 2003 an startete Tina Walter parallel zu ihrem Studium der Sportwissenschaften als Profi-Athletin.
Im August 2003 wurde sie Fünfte bei der Duathlon-Weltmeisterschaft auf der Kurzdistanz.
2004 wurde sie Deutsche Duathlon-Vizemeisterin sowie Duathlon-Europameisterin.
Tina Walter hat sechs teilweise erwachsene Kinder.
Seit 2005 lebt mit zwei Söhnen, der jüngsten Tochter und ihrem Partner Andy in Kailua-Kona auf Hawaii. Ihr Ziel war, sich mit diesem Wohnortwechsel gezielt auf den Ironman Hawaii vorbereiten zu können und so dort unter die Top 3 kommen zu können. Ihr bestes Resultat auf Hawaii, wo sie insgesamt viermal am Start stand, war ein neunter Platz im Jahr 2004.
Wenige Wochen vor dem Ironman Hawaii 2005 erlitt Walter einen unverschuldeten Radunfall.
Massive Rückenprobleme, die schnelles Laufen unmöglich machten, im Anschluss an den Unfall zwangen sie in diesem Jahr, ihre Profikarriere zu beenden.
Ihren Wohnsitz in Kona konnte sie allerdings behalten, da sie mit Unterstützung ihres damaligen Sponsors Timex zunächst ein zweijähriges Athletenvisum bekommen hatte und später unterstützte Timex sie bei den Green-Card-Anträgen.
Tina Walter absolvierte eine Ausbildung als Massagetherapeutin auf Hawaii und ist heute in diesem Beruf sowie als Fitness- und Personal Trainerin in Kona tätig.

## Sportliche Erfolge
| Datum/Jahr    | Rang | Wettbewerb            | Austragungsort    | Zeit     | Bemerkung |
| ------------- | ---- | --------------------- | ----------------- | -------- | --- |
| 15. Okt. 2005 | DNF  | Ironman Hawaii        | Hawaii            | –        | Rennabbruch auf der Radstrecke nach 1:08:24 Schwimmen                                                                     |
| 5. Juni 2005  | 3    | Ironman 70.3 Hawaii   | Hawaii            | 04:38:28 | Dritte hinter Michellie Jones und Heather Fuhr                                                                            |
| 1. Mai 2005   | 3    | Wildflower Triathlon  | Lake San Antonio  | 04:45:55 | hinter Samantha McGlone und Heather Fuhr (1,9 km Schwimmen, 90 km Radfahren, 21 km Laufen)                                |
| 2005          | 2    | Mountaineer Triathlon | Morgantown        |          | Zweite hinter Mirinda Carfrae aus Australien                                                                              |
| 17. Okt. 2004 | 9    | Ironman Hawaii        | Hawaii            | 10:11:02 | als beste Deutsche bei der Ironman World Championship                                                                     |
| 5. Sep. 2004  | 1    | Triathlon di Locarno  | Locarno           | 04:12:50 | vor Heidi Jesberger |
| 20. Juni 2004 | 2    | Bonn-Triathlon        | Bonn              | 03:19:00 | |
| 22. Mai 2004  | 5    | Ironman Lanzarote     | Puerto del Carmen | 10:27:54 | |
| 18. Okt. 2003 | DNF  | Ironman Hawaii        | Hawaii            | –        | Rennabbruch auf der Radstrecke nach 1:06:15 Schwimmen                                                                     |
| 13. Juli 2003 | 3    | Ironman Germany       | Frankfurt am Main | 09:27:49 | |
| 19. Okt. 2002 | 28   | Ironman Hawaii        | Hawaii            | 10:22:17 | Platz 3 Altersklasse W30-34, drittbeste Deutsche hinter Nina Kraft und Nicole Leder, sechstschnellste Amateurin insgesamt |
| 21. Juli 2002 | 5    | Ironman Switzerland   | Zürich            | 10:14:06 | |

| Datum/Jahr    | Rang | Wettbewerb                          | Austragungsort | Zeit     | Bemerkung                                                          |
| ------------- | ---- | ----------------------------------- | -------------- | -------- | ------------------------------------------------------------------ |
| 28. März 2004 | 2    | Powerman Alabama                    | Alabama        | 02:37:33 | Zweite hinter der US-Amerikanerin Desirée Ficker                   |
| 2004          | 1    | Powerman Holland                    | Venray         |          | Duathlon-Europameisterschaft                                       |
| 2004          | 2    | DTU Deutsche Duathlon-Meisterschaft | Backnang       | 02:07:54 | Deutsche Duathlon-Vizemeisterin hinter Alexandra Petri             |
| 31. Aug. 2003 | 5    | ITU Duathlon World Championships    | Affoltern      | 02:17:07 | Duathlon-Weltmeisterschaft auf der Kurzdistanz                     |
| 25. Mai 2003  | 1    | Powerman Germany                    | Zeitz          | 03:27:30 | 16 Kilometer Laufen, 60 Kilometer Radfahren und 8 Kilometer Laufen |
| 27. Apr. 2003 | 2    | Powerman Holland                    | Venray         |          |                                                                    |
| 2003          | 1    | Powerman Italy                      | Como           |          |                                                                    |

| Datum/Jahr    | Rang | Wettbewerb      | Austragungsort  | Zeit     | Bemerkung             |
| ------------- | ---- | --------------- | --------------- | -------- | --------------------- |
| 16. Okt. 1999 | 1    | Albmarathon     | Schwäbische Alb | 03:50:09 | 50 km                 |
| 25. Okt. 1997 | 1    | Albmarathon     | Schwäbische Alb | 03:11:53 | 44 km                 |
| 29. Sep. 1996 |      | Berlin-Marathon | Berlin          | 03:11:00 | erster Marathon-Start |

(DNF – Did Not Finish)